# Abadía de Santa Maria della Vittoria
La abadía de Santa María de la Victoria fue un monasterio situado en la localidad de Scurcola Marsicana (Provincia de L'Aquila, Italia).

## Historia
Fue fundada por Carlos de Anjou para celebrar la victoria en la batalla de Tagliacozzo sobre Conradino el 23 de agosto de 1268.
La construcción comenzó en 1274, y, en 1277, la abadía ya era sede de los primeros monjes. Madre de la abadía de Santa María de la Victoria fue la abadía de Louroux en Vernantes (Anjou), lugares de origen de gran parte de los soldados involucrados en la batalla.
La iglesia fue consagrada el 12 de mayo de 1278 y se terminó definitivamente en 1282.